# Fantasmas de Marte
Ghosts of Mars (bra: Fantasmas de Marte; prt: Fantasmas de Marte, ou Fantasmas de Marte de John Carpenter) é um filme estadunidense de 2001, dos gêneros ficção científica e terror, dirigido por John Carpenter, com roteiro dele e Larry Sulkis.

## Sinopse
Em 2176, Marte já é colonizada pelos terráqueos, que exploram continuamente suas reservas naturais. Em meio às escavações são descobertas as ruínas de uma antiga civilização, que despertam seres etéreos que passam a dominar os corpos dos humanos para expulsá-los do planeta.

## Elenco
- Ice Cube como James 'Desolation' Williams
- Natasha Henstridge como Tenente Melanie Ballard
- Jason Statham como Sargento Jericho Butler
- Clea DuVall como Bashira Kincaid
- Pam Grier como Comandante Helena Braddock
- Joanna Cassidy como Dra. Arlene Whitlock
- Richard Cetrone como Big Daddy Mars

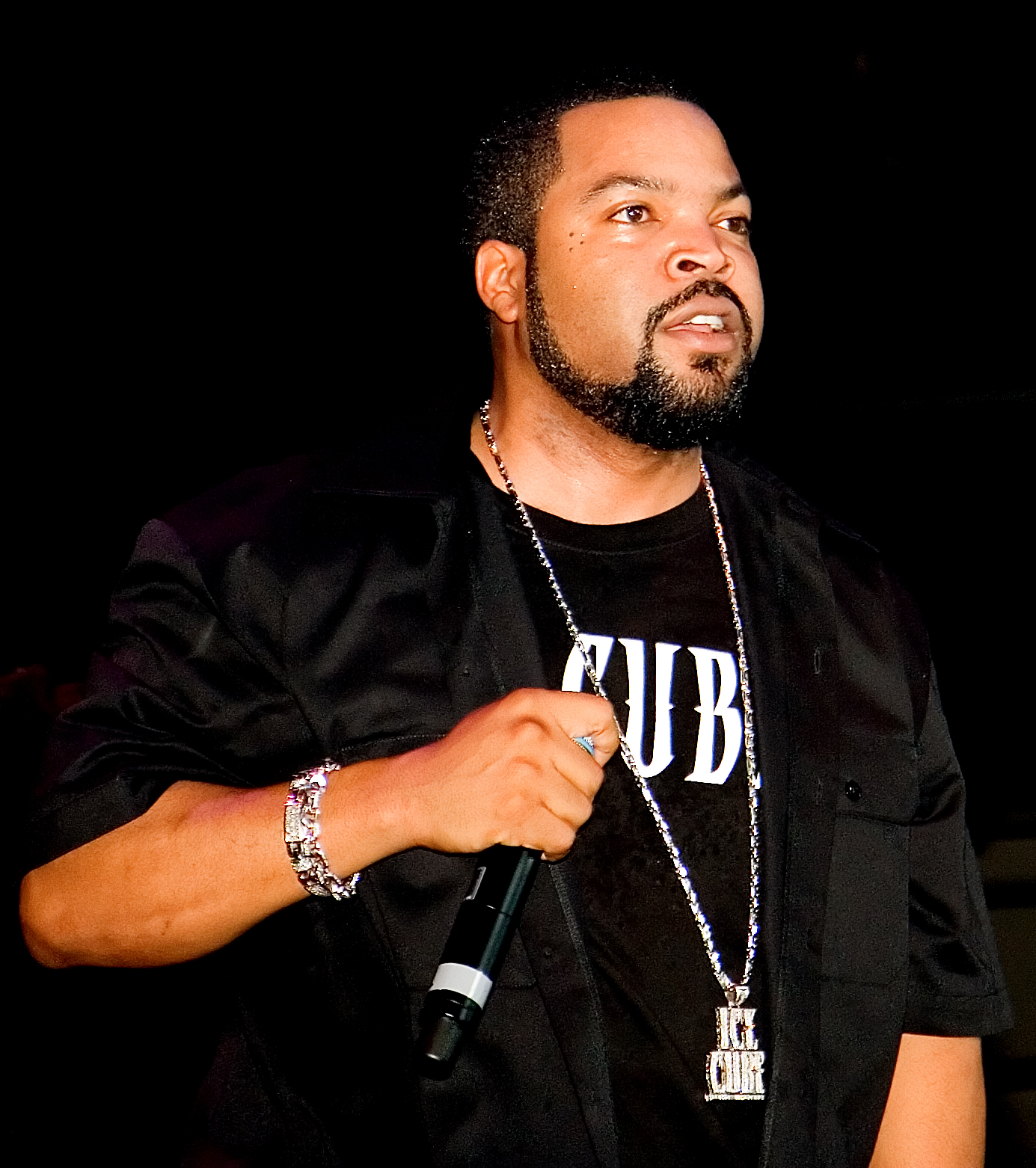
Ice Cube é Desolation Williams.

- Liam Waite como Michael Descanso
- Duane Davis como Uno
- Lobo Sebastian como Dos
- Rodney A. Grant como Tres
- Peter Jason como McSimms
- Wanda De Jesus como Akooshay
- Robert Carradine como Rodal